# MaameYaa Boafo
MaameYaa Boafo  est une comédienne ghanéenne, née au Pakistan, vivant à New York, qui s'est fait connaître notamment en jouant le rôle principal de An African City.

## Biographie
Elle est née au Pakistan, où son père, ghanéen d’origine ashanti, intervient, à l'époque, pour le compte du Haut Commissariat des Nations unies pour les réfugiés (l’UNHCR, selon l’acronyme anglais). Sa famille vit ensuite au Soudan, en Éthiopie, en Suisse, et enfin au Kenya,.
En 2001, après le lycée, elle gagne les États-Unis, pour des études en français et en communication, puis apprend le métier d’acteur à la Rutgers University, dans le New Jersey. Elle participe également pendant quelques mois à un échange avec l’université Strasbourg II. Elle se marie avec Jeremiah Abiah, chanteur et coach artistique.  Via un groupe Facebook, elle découvre le projet de web-série An African City, se présente aux auditions et obtient le premier rôle.  
An African City est une web-série créée par Nicole Amarteifio, sur un schéma s’apparentant en partie à la série américaine de HBO Sex and the City, mais dans  le contexte africain d'Accra, au Ghana, son pays d'origine. Dans cette série, qui devient rapidement notoire en Afrique et au sein de la diaspora africaine, cinq femmes reviennent habiter à Accra après avoir longtemps vécu à l’étranger. Elles sont belles, riches, diplômées, décomplexées et drôles. La diffusion des premiers épisodes est en 2014.  « On voulait montrer autre chose que l’Afrique des pauvres. On voulait montrer l’Afrique vivante, dynamique, celle des portables et du Wifi », indique MaameYaa Boafo. Le contexte est volontairement celui d’une population aisée des grandes cités africaines, loin des guerres et des famines attachées souvent à l’image de ce continent. Pour autant, la web-série évoque aussi le prix des logements qui explose à Accra,la corruption, le sexisme, etc.  Elle met en exergue les remarques engendrées par la sexualité assumée des personnages féminins et leur indépendance non négociable. « C’est beaucoup plus politique que Sex in the City » précise toujours MaameYaa Boafo,. Après ce rôle qui la fait connaître, elle continue à vivre à New York et enchaîne avec différentes interprétations dans des séries télévisées, des courts métrages, des longs métrages, et des pièces de théâtre.

## Filmographie (sélection)

### Web-séries
- 2013-2018 : Thru 25  de Marchelle Thurman.
- 2014 : An African City (1re saison), de Nicole Amarteifio.
- 2016 : An African City (2e saison), de Nicole Amarteifio.

### Séries télévisées
- 2014 : Madam Secretary, de Barbara Hall. Elle interprète Komoyo dans l'épisode 6.
- 2015 : American Odyssey, de Peter Horton, Adam Armus et Kay Foster. Elle interprète le rôle de Desk Clerk dans l'épisode 12 de la saison 1, Bug Out.
- 2017 : Iron Fist, de Scott Buck, pour Netflix : invitée dans l’épisode 1.
- 2021 : Le Mystérieux Cercle Benedict : Rhonda Kazembe (en cours)

### Courts métrages
- 2014 : Bus Nut, de Akosua Adoma Owusu. Elle y lit les paroles  de Rosa Parks à son procès, poursuivie pour avoir refusé de céder sa place à un blanc dans un bus soumis à la ségrégation, à Montgomery, en 1955[1].
- 2016 : New York, I Love You, de Iquo B. Essien.

### Longs métrages
- 2016 : La Famille Fang de Jason Bateman

## Théâtre
- 2017-2018 : School Girls; Or, The African Mean Girls Play, écrite par Jocelyn Bioh et mise en scène par Rebecca Taichman au Lucille Lortel Theater[4].